# Walther Amelung
Walther Oskar Ernst Amelung, född den 15 oktober 1865, död den 12 september 1927, var en tysk klassisk arkeolog.

## Biografi
Amelung studerade under vidsträckta resor de grekiska och romerska antikviteterna och bosatte sig 1896 i Rom, där han i omkring 30 år verkade som forskare, föreläsare och skriftställare, särskilt vid det tyska arkeologiska institutet. Där hade Amelung även många skandinaver som åhörare. 
Bland hans skrifter märks jämte några verk om antikviteterna i Florens: Die Skulpturen des Vatikanischen Museums (1903-08), Die Antikensammlungen in Rom (Modernner Cicerone 1904, ny upplaga 1913), samt översättningar från Catullus och Sofokles.